# Kőbányai út
Kőbányai út est une voie pénétrante reliant le péri-centre de Budapest à Jászberényi út. Dans son extrémité ouest, la route part de Orczy tér dans le prolongement de Baross utca, tout au long du quartier Ganz et de l'emprise ferroviaire de la gare de Józsefváros. C'est à cet endroit que se situe le marché de Józsefváros. Elle se prolonge ensuite à Kőbánya jusqu'aux installations de la brasserie Dreher.